# Stenocercus stigmosus
Stenocercus stigmosus — вид ігуаноподібних ящірок родини Tropiduridae. Ендемік Перу.

## Поширення і екологія
Stenocercus stigmosus мешкають в Перуанських Андах, між 6° і 7° південної широти, в регіонах Кахамарка і Ла-Лібертад. Вони живуть у вологих гірських і хмарних тропічних лісах, на висоті від 2000 до 4150 м над рівнем моря.

## Збереження
МСОП класифікує цей вид як вразливий. Stenocercus stigmosus може загрожувати знищення природного середовища.